# Chlamydomonas pseudococcum
Chlamydomonas pseudococcum là một loài tảo trong họ Chlamydomonadaceae, thuộc chi Chlamydomonas.